# ティショフツェ連盟

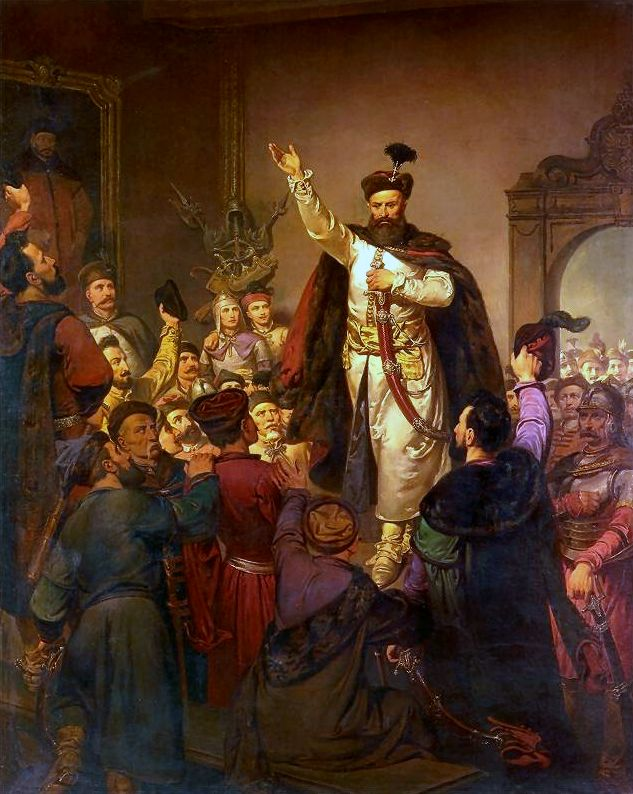
1655年のティショフツェ連盟、ヴァレリー・エリヤシュ・ラジコフスキー作、19世紀の作品。

ティショフツェ連盟（ティショフツェれんめい、ポーランド語: Konfederacja tyszowiecka）は1655年12月29日、大ヘトマンのスタニスワフ・レヴェラ・ポトツキと野戦ヘトマンのスタニスワフ・ランコロンスキーによってティショフツェで締結された連盟。
スウェーデンからポーランド兵への給料支払いが滞っていたため、スタニスワフ・レヴェラ・ポトツキはカール10世への宣誓を破って、ティショフツェでポーランド貴族の反スウェーデン連盟を結成した。ポーランド王ヤン2世カジミェシュもシレジアからプロパガンダを発し、クリミア・タタールを雇った。ヤスナ・グラ包囲戦でスウェーデン軍に撤退を強いたことで反スウェーデン陣営に自信がつき、さらにスウェーデン軍とロシア軍がリトアニアに圧政を敷いて平民反乱を引き起こしたことでスウェーデン軍は1659年から1660年にかけてリトアニアのヘトマンであるヴィンツェンティ・コルヴィン・ゴシェフスキに追い出された。